# Ollan Cassell
Ollan Conn Cassell (Nickelsville, 5 de outubro de 1937) é um ex-velocista e campeão olímpico norte-americano.
Velocista inicialmente dos 200 m, a partir de sua entrada na universidade passou para os 400 m e em 1962 foi campeão dos 400 m e dos 4x400 m e prata nos 4x100 m nos Jogos Mundiais Militares; no ano seguinte, competindo nos Jogos Pan-americanos de 1963, em São Paulo, conquistou duas medalhas de ouro nos revezamentos 4x100 m e 4x400 m e uma de prata nos 200 m.
Em Tóquio 1964 Cassell foi semifinalista nos 400 m e ganhou a medalha de ouro no 4x400 m junto com Michael Larrabee, Ulis Williams e Henry Carr, com um novo recorde mundial de 3:00.7.